# Pałac w Podłej Górze

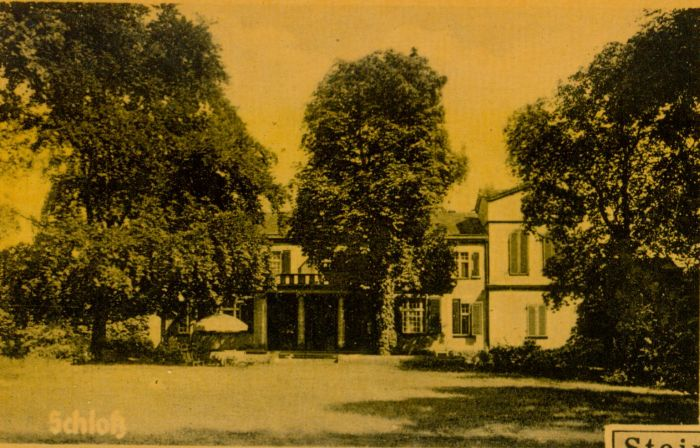
Pałac w Podłej Górze

Pałac w Podłej Górze – były pałac znajdujący się w Podłej Górze. Budynek zbudowano w 1820 roku, został zniszczony i rozebrany w latach 60. XX wieku.
Pałac zbudowano w 1820 roku. Był to pierwotnie budynek o kształcie litery L, z nieistniejącym już dziś stawkiem. Od przodu do wejścia prowadziły cztery charakterystyczne marmurowe kolumny, z atrakcyjnym gankiem znajdującym się tuż przed wejściem głównym. Obok pałacu znajdował się duży ogród w stylu angielskim.
W czasie wojny budynek mocno został zniszczony, po niej został szybko odbudowany. W ostatnich latach swojej świetności w pałacu znajdowały się przedszkole, szkoła i 3 mieszkania. Pod koniec lat 60. XX wieku pałac został wyburzony na potrzeby budowy PGR-u. Ogród został wycięty, a stawek zasypany. Obecnie po pałacu nie ma już ani śladu.